# Політичний імідж
І́мідж політи́чний — образ, що цілеспрямовано формується й покликаний справити емоційно-психологічний вплив на певних осіб з метою популяризації, політичної реклами і т.ін. Населення формує своє уявлення про політика не на підставі безпосередніх контактів, як при звичайному знайомстві, а на основі його символічних уявлень в межах суспільних комунікацій.
Імідж є не лише економічною, але і політичною категорією. Він сприяє позитивному відношенню до тієї чи іншої політичної фігури. Імідж виступає певним зв’язком між політиком і аудиторією. Він відображає інтереси аудиторії, інтереси політика і намагається їх поєднати, уникаючи одностороннього тиску зверху, яке характерне тоталітарному суспільству. Дія іміджу полягає в тому, що населення отримує інформаційний і політичний продукт, який максимально відповідає їх інтересам. Населення починає відігравати більш серйозну роль в прийнятті тих чи інших рішень на державному рівні. Робота іміджмейкера полягає в тому, що він дає можливість аудиторії самій заповнювати пусті місця в самому іміджі політичного діяча. Вона ж, як правило, заповнює саме тим, що найбільш якісно на неї впливає. Аудиторія говорить і чує те, що хоче почути і сказати.
Види політичного іміджу
Імідж може бути розділений на два типи: імідж ідеальний, той, до якого слід прагнути, і імідж реальний, який присутній насправді. Іміджмейкер зобов’язаний сумістити ці дві позиції. При цьому і перший і другий іміджі можуть бути невірними з точки зору ефективності впливу.
О. Єгорова і К. Плешаков тлумачать політичний імідж наступним чином: «Імідж – це спеціальне створюваний, навмисно формований політичний образ для досягнення поставленої мети». Е. Егорова-Гантман також користується терміном «стратегічний образ», коли мова йде пор іміджі кандидатів у передвиборчих кампаніях. 
Елері Семпсон розрізняє такі типи іміджі, як само імідж, сприйманий імідж і необхідний імідж. Перший – пов'язаний з нашим минулим досвідом і відповідними самооцінками.  Другий – з оцінками інших. Третій – в її інтерпретації більш пов'язаний з очікуваними іміджами, пов’язаними з тою чи іншою професією. Елері Сепсон стверджує, що перші асоціації виникають пов’язані саме з зовнішнім виглядом, оскільки слово image має такі ознаки, як зображення, відображення в дзеркалі. 
І. Кузьменков вважає, що для простого і зрозумілого товару важливим є іміджевий складник. Для просування складного і інтелектуального товару важливу роль вже відіграє інформаційний складник. Тут вирішальним є виробник, так як споживач потрапляє в довготривалу залежність від нього. В результаті починається сумлінна робота над іміджем виробника. 
Імідж суттєво скорочує шлях до електорату, оскільки електорат отримує найбільш виграшні аспекти образу політика.  Реакція на них відома наперед. Тому про іміджелогію можна говорити в плані роботи по породженню повідомлень , які будуть мати однозначну реакцію з боку виборців. В її рамках виникають повідомлення, інтерпретація яких масовою свідомістю має бути однозначною.  